# إم في سي آيل سيتي
سفينة إم في سي آيل سيتي (بالإنجليزية: MV Sea Isle City)‏ التي كانت تحمل اسم أم المرادم سابقًا، هي ناقلة نفط تابعة لشركة نفط الكويت، وقد أعادت رفع العلم الكويتي أثناء عملية الإرادة الجادة. وقد اكتمل بناء السفينة في عام 1981 بواسطة شركة ميتسوبيشي للصناعات الثقيلة اليابانية، برقم الهيكل 1867، لصالح شركة ناقلات النفط الكويتية.

## الهجوم الصاروخي
تعرضت سي آيل سيتي للقصف خلال مرحلة حرب الناقلات في الحرب العراقية الإيرانية بصاروخ إيراني من طراز صاروخ سيلك وورم [الإنجليزية] أطلق من شبه جزيرة الفاو المحتلة من قبل إيران في الساعة 05:30 صباحًا يوم 16 أكتوبر 1987. أصاب الصاروخ غرفة القيادة ومقر طاقم السفينة. لم تكن السفينة تحمل نفطًا وقت تعرضها للضرب وكانت تتحرك للتحميل. أصيب قبطان السفينة، وهو مواطن أمريكي، بالعمى وأصيب إجمالي 18 من أفراد الطاقم. كانت سي آيل سيتي في المياه الكويتية ولم تعد تحت حماية سفن الحراسة الأمريكية. تعرضت سي آيل سيتي لأضرار جسيمة بسبب الصاروخ واستغرق إصلاح الأضرار التي لحقت بالجسر ومنطقة الطاقم 4 أشهر.
وفي وقت لاحق، قامت الولايات المتحدة عملية الرامي الرشيق ردًا على الهجوم، فدمرت منصتين نفطيتين في حقل رستم النفطي لم تكونا في مرحلة الإنتاج، وكانتا تستخدمان كنقطتي اتصال تكتيكيتين ومحطات تتبع بالرادار وقواعد عمليات لهجمات المروحيات والزوارق السريعة على الشحن البحري في المياه الدولية. ووفقًا للوثائق التي تم الاستيلاء عليها أثناء الغارة على المنصة، فقد تتبع رادار منصة رستم القافلة التي تحتوي على سي آيل سيتي أثناء توجهها إلى الكويت ونقل هذه المعلومات التكتيكية عبر معدات الاتصالات على المنصة.
كما أصيب فيكتورينو جونزاجا، وهو مواطن فلبيني يعمل في مراقبة سي آيل سيتي، بالعمى في الهجوم وعولج في معهد باسكوم بالمر للعيون [الإنجليزية] في ميامي، حيث اضطر الأطباء إلى إزالة كلتا عينيه. رفع جونزاجا وزوجته دعوى قضائية ضد إيران، مسميين شركة تشيسابيك للشحن وشركة ناقلات النفط الكويتية وشركة البترول الكويتية وشركة جلين إيجل لإدارة السفن كمدعى عليهم مشاركين. وقد توصلت الشركات المذكورة إلى تسوية خارج المحكمة مقابل 750 ألف دولار. وبعد 14 شهرًا من رفع الدعوى، وجد قاضي ميامي أن الحكومة في طهران مسؤولة ومنحه 1.2 مليون دولار و500 ألف دولار لزوجته. ولم يظهر أي ممثل لإيران أمام المحكمة قط وفي ذلك الوقت لم يكن من الواضح ما إذا كان سيحصل على التعويض أم لا.

## مصيرها
عادت بعض الناقلات التي أعيد رفع العلم عليها إلى رفع العلم الكويتي في يناير 1989، لكن سي آيل سيتي والعديد من الناقلات الأخرى ظلت تحمل العلم الأمريكي. تم تشغيل سي آيل سيتي على طريق الخليج العربي إلى إندونيسيا بواسطة شركة كيستون للشحن [الإنجليزية] في التسعينيات وأوائل العقد الأول من القرن الحادي والعشرين. تم إدراج الناقلة خارج الخدمة في مايو 2002 في قاعدة بيانات خفر السواحل الأمريكية. وتم تفكيكها في الهند في أغسطس 2002.

## وصلات خارجية
- Silkworm's Sting. تايم (مجلة). Michael S. Serrill. 26 October 1987.
- U.S. Flag Tanker Struck by Missile in Kuwaiti Waters; First Direct Raid. نيويورك تايمز. 17 October 1987.